# Chandelier (bài hát)
"Chandelier" là một bài hát của nghệ sĩ thu âm người Úc Sia nằm trong album phòng thu thứ sáu của cô, 1000 Forms of Fear (2014). Nó được phát hành vào ngày 17 tháng 3 năm 2014 như là đĩa đơn đầu tiên trích từ album bởi Inertia Records, Monkey Puzzle Records và RCA Records. Bài hát được đồng viết lời bởi Sia và Jesse Shatkin, người cũng đồng thời chịu trách nhiệm sản xuất nó với Greg Kurstin, cộng tác viên quen thuộc xuyên suốt sự nghiệp của nữ ca sĩ. Sau khi ra mắt album phòng thu thứ năm, We Are Born (2010), Sia bắt đầu tạm gác lại sự nghiệp ca hát cá nhân để hợp tác và sáng tác cho nhiều nghệ sĩ thu âm khác, bao gồm Beyoncé, Rihanna, Christina Aguilera, Flo Rida và David Guetta, và đã gặt hái nhiều thành công đáng kể. Ban đầu được dự định sẽ do Beyoncé và Rihanna thể hiện nhưng sau đó đã thay đổi quyết định, "Chandelier" là một bản electropop kết hợp với những yếu tố từ R&B, electronica và reggae mang nội dung đề cập đến một chủ đề u sầu và chi tiết hóa về sự hủy diệt và hợp lý hoá việc nghiện rượu thông qua quá trình suy nghĩ điển hình của một "cô gái tiệc tùng", đã thu hút nhiều sự so sánh với nội dung lời bài hát từ một số tác phẩm trước đây của Rihanna.
Sau khi phát hành, "Chandelier" nhận được những phản ứng tích cực từ các nhà phê bình âm nhạc, trong đó họ đánh giá cao chất giọng của Sia và đánh giá nó như là một trong những bản nhạc xuất sắc nhất từng được cô sáng tác, đồng thời gọi đây là một điểm nhấn nổi bật từ 1000 Forms of Fear. Ngoài ra, bài hát còn lọt vào danh sách những tác phẩm xuất sắc nhất năm của nhiều tổ chức và ấn phẩm âm nhạc, như Rolling Stone, Slant Magazine và Billboard. "Chandelier" còn gặt hái nhiều giải thưởng và đề cử tại những lễ trao giải lớn, bao gồm ba đề cử giải Grammy cho Thu âm của năm, Bài hát của năm và Trình diễn đơn ca pop xuất sắc nhất tại lễ trao giải thường niên lần thứ 57. Nó cũng tiếp nhận những thành công vượt trội về mặt thương mại, đứng đầu các bảng xếp hạng ở Pháp và Ba Lan, và lọt vào top 10 ở hầu hết những quốc gia nó xuất hiện, bao gồm vươn đến top 5 ở nhiều thị trường lớn như Úc, Áo, Phần Lan, Ireland, Ý, New Zealand, Na Uy, Tây Ban Nha, Thụy Điển và Thụy Sĩ. Tại Hoa Kỳ, bài hát đạt vị trí thứ tám trên bảng xếp hạng Billboard Hot 100, trở thành đĩa đơn đầu tiên của Sia lọt vào top 10 dưới cương vị nghệ sĩ hát đơn, đồng thời tiêu thụ được hơn 2.9 triệu bản tại đây.
Video ca nhạc cho "Chandelier" được đồng đạo diễn bởi Sia và Daniel Askill, trong đó bao gồm những cảnh Maddie Ziegler nhảy múa trên nền bài hát trong một căn nhà. Nó đã nhận được một đề cử giải Grammy cho Video âm nhạc xuất sắc nhất vào năm 2015 cũng như hai đề cử tại giải Video âm nhạc của MTV năm 2014 ở hạng mục Video của năm và Video có vũ đạo xuất sắc nhất, và chiến thắng giải sau. Để quảng bá bài hát, Sia (và thường xuyên với Ziegler) đã trình diễn "Chandelier" trên nhiều chương trình truyền hình và lễ trao giải lớn, bao gồm Dancing With the Stars, The Ellen DeGeneres Show, Jimmy Kimmel Live!, Late Night with Seth Meyers, Saturday Night Live và giải Grammy lần thứ 57, cũng như trong nhiều chuyến lưu diễn của cô. Kể từ khi phát hành, nó đã được hát lại và sử dụng làm nhạc mẫu bởi nhiều nghệ sĩ, như Jim Carrey, Kelly Clarkson, Sara Bareilles, Pentatonix, Iggy Azalea và dàn diễn viên của Glee, cũng như xuất hiện trong nhiều tác phẩm điện ảnh và truyền hình, bao gồm American Dad!, Shades of Blue và Sing. Tính đến nay, "Chandelier" đã bán được hơn 11 triệu bản trên toàn cầu, trở thành một trong những đĩa đơn bán chạy nhất mọi thời đại.

## Danh sách bài hát
- Tải kĩ thuật số[5]

1. "Chandelier" — 3:36

- Đĩa CD[6]

1. "Chandelier" — 3:36
2. "Chandelier" (Four Tet phối lại) — 4:31

- EP phối lại

1. "Chandelier" (Four Tet phối lại) — 4:31
2. "Chandelier" (Plastic Plates phối lại) — 4:27
3. "Chandelier" (Cutmore Club phối lại) — 5:08
4. "Chandelier" (Hector Fonseca phối lại) — 6:27
5. "Chandelier" (Liam Keegan phối lại) — 5:16
6. "Chandelier" (Dev Hynes phối lại) — 3:44

## Thành phần thực hiện
Thành phần thực hiện được trích từ ghi chú của 1000 Forms of Fear, RCA Records.
Thu âm
- Thu âm tại Hot Closet Studios, Echo Park, California
- Phối khí tại Larrabee Sound Studios, North Hollywood, California

Thành phần
- Hát chính, viết lời – Sia Furler
- Viết lời – Jesse Shatkin
- Sản xuất – Greg Kurstin, Jesse Shatkin
- Trống, guitar, mellotron, piano – Greg Kurstin
- Trống, đàn phím – Jesse Shatkin
- Lập trình – Jesse Shatkin
- Kỹ sư – Greg Kurstin, Jesse Shatkin
- Hỗ trợ kỹ sư – Alex Pasco, Delbert Bowers
- Phối khí – Manny Marroquin
- Hỗ trợ phối khí – Chris Galland, Delbert Bowers

## Xếp hạng
| Bảng xếp hạng (2014-18)                                | Vị trí cao nhất |
| ------------------------------------------------------ | --------------- |
| Úc (ARIA)                                              | 2               |
| Áo (Ö3 Austria Top 40)                                 | 2               |
| Bỉ (Ultratop 50 Flanders)                              | 8               |
| Bỉ (Ultratop 50 Wallonia)                              | 2               |
| Canada (Canadian Hot 100)                              | 6               |
| LỖI: PHẢI CUNG CẤP year CHO BẢNG XẾP HẠNG Cộng hòa Séc | 25              |
| Cộng hòa Séc (Singles Digitál Top 100)                 | 2               |
| Đan Mạch (Tracklisten)                                 | 6               |
| Phần Lan (Suomen virallinen lista)                     | 5               |
| Pháp (SNEP)                                            | 1               |
| Đức (Official German Charts)                           | 10              |
| Hy Lạp Nhạc số (Billboard)                             | 1               |
| Hungary (Single Top 40)                                | 2               |
| Ireland (IRMA)                                         | 5               |
| Israel (Media Forest)                                  | 1               |
| Ý (FIMI)                                               | 2               |
| Nhật Bản (Japan Hot 100)                               | 39              |
| Lebanon (Lebanese Top 20)                              | 3               |
| Hà Lan (Dutch Top 40)                                  | 38              |
| Hà Lan (Single Top 100)                                | 27              |
| New Zealand (Recorded Music NZ)                        | 3               |
| Na Uy (VG-lista)                                       | 4               |
| Ba Lan (Polish Airplay Top 100)                        | 1               |
| Scotland (OCC)                                         | 4               |
| Slovakia (Rádio Top 100)                               | 17              |
| Slovakia (Singles Digitál Top 100)                     | 3               |
| Hàn Quốc (Gaon International Singles)                  | 6               |
| Tây Ban Nha (PROMUSICAE)                               | 3               |
| Thụy Điển (Sverigetopplistan)                          | 5               |
| Thụy Sĩ (Schweizer Hitparade)                          | 2               |
| Anh Quốc (OCC)                                         | 6               |
| Hoa Kỳ Billboard Hot 100                               | 8               |
| Hoa Kỳ Adult Contemporary (Billboard)                  | 17              |
| Hoa Kỳ Adult Pop Airplay (Billboard)                   | 10              |
| Hoa Kỳ Dance Club Songs (Billboard)                    | 1               |
| Hoa Kỳ Pop Airplay (Billboard)                         | 11              |
| Hoa Kỳ Rhythmic (Billboard)                            | 37              |

| Bảng xếp hạng                        | Vị trí |
| ------------------------------------ | ------ |
| UK Singles (Official Charts Company) | 83     |

| Bảng xếp hạng (2014)                     | Vị trí |
| ---------------------------------------- | ------ |
| Australia (ARIA)                         | 6      |
| Austria (Ö3 Austria Top 40)              | 27     |
| Belgium (Ultratop Flanders)              | 43     |
| Belgium (Ultratop Wallonia)              | 5      |
| Canada (Canadian Hot 100)                | 26     |
| Denmark (Tracklisten)                    | 15     |
| France (SNEP)                            | 3      |
| Germany (Official German Charts)         | 43     |
| Hungary (Single Top 10)                  | 76     |
| Israel (Media Forest)                    | 3      |
| Italy (FIMI)                             | 15     |
| Netherlands (Dutch Top 40)               | 189    |
| Netherlands (Single Top 100)             | 56     |
| New Zealand (Recorded Music NZ)          | 11     |
| Poland (ZPAV)                            | 19     |
| Spain (PROMUSICAE)                       | 13     |
| Sweden (Sverigetopplistan)               | 15     |
| Switzerland (Schweizer Hitparade)        | 9      |
| UK Singles (Official Charts Company)     | 32     |
| US Billboard Hot 100                     | 25     |
| US Adult Top 40 (Billboard)              | 49     |
| US Hot Dance Club Songs (Billboard)      | 9      |
| US Pop Songs (Billboard)                 | 43     |
| Bảng xếp hạng (2015)                     | Vị trí |
| Australia (ARIA)                         | 94     |
| Belgium (Ultratop 50 Wallonia)           | 38     |
| Canada (Canadian Hot 100)                | 62     |
| Denmark (Tracklisten)                    | 94     |
| France (SNEP)                            | 27     |
| Hungary (Single Top 10)                  | 44     |
| Italy (FIMI)                             | 31     |
| South Korea (Gaon International Singles) | 141    |
| Spain (PROMUSICAE)                       | 37     |
| Sweden (Sverigetopplistan)               | 73     |
| Switzerland (Schweizer Hitparade)        | 48     |
| UK Singles (Official Charts Company)     | 42     |
| US Billboard Hot 100                     | 90     |
| Bảng xếp hạng (2016)                     | Vị trí |
| France (SNEP)                            | 71     |
| Hungary (Single Top 10)                  | 73     |
| South Korea (Gaon International Singles) | 100    |
| UK Singles (Official Charts Company)     | 81     |
| Bảng xếp hạng (2017)                     | Vị trí |
| South Korea (Gaon International Singles) | 37     |

## Chứng nhận
| Quốc gia | Chứng nhận    | Số đơn vị/doanh số chứng nhận |
| --- | ------------- | ----------------------------- |
| Úc (ARIA) | 5× Bạch kim   | 350.000^                      |
| Áo (IFPI Áo) | Vàng          | 15.000*                       |
| Bỉ (BEA) | 2× Bạch kim   | 60.000*                       |
| Canada (Music Canada) | 3× Bạch kim   | 240.000*                      |
| Đan Mạch (IFPI Đan Mạch) | Vàng          | 30,000^                       |
| Pháp (SNEP) | Kim cương     | 250.000‡                      |
| Đức (BVMI) | Bạch kim      | 300.000‡                      |
| Ý (FIMI) | 5× Bạch kim   | 250.000‡                      |
| México (AMPROFON) | Bạch kim+Vàng | 90.000*                       |
| New Zealand (RMNZ) | 2× Bạch kim   | 30.000*                       |
| Na Uy (IFPI) | 5× Bạch kim   | 0‡                            |
| Hàn Quốc (Gaon Chart) | —             | 320,538                       |
| Tây Ban Nha (PROMUSICAE) | 3× Bạch kim   | 120.000‡                      |
| Thụy Điển (GLF) | 4× Bạch kim   | 80.000‡                       |
| Thụy Sĩ (IFPI) | Bạch kim      | 30.000^                       |
| Anh Quốc (BPI) | 3× Bạch kim   | 1.800.000‡                    |
| Hoa Kỳ (RIAA) | 8× Bạch kim   | 8.000.000‡                    |
| Streaming |               |                               |
| Đan Mạch (IFPI Đan Mạch) | 2× Bạch kim   | 2.600.000^                    |
| * Chứng nhận dựa theo doanh số tiêu thụ. ^ Chứng nhận dựa theo doanh số nhập hàng. ‡ Chứng nhận dựa theo doanh số tiêu thụ và phát trực tuyến. |               |                               |

## Lịch sử phát hành
| Quốc gia/Vùng  | Định dạng              | Ngày phát hành           | Hãng đĩa                  | Tk.     |
| -------------- | ---------------------- | ------------------------ | ------------------------- | ------- |
| Bỉ             | Tải kĩ thuật số        | 17 tháng 3 năm 2014      | Monkey Puzzle RCA Records | [ 102 ] |
| Brazil         | Tải kĩ thuật số        | 17 tháng 3 năm 2014      | Monkey Puzzle RCA Records | [ 103 ] |
| Pháp           | Tải kĩ thuật số        | 17 tháng 3 năm 2014      | Monkey Puzzle RCA Records | [ 104 ] |
| Na Uy          | Tải kĩ thuật số        | 17 tháng 3 năm 2014      | Monkey Puzzle RCA Records | [ 105 ] |
| Bồ Đào Nha     | Tải kĩ thuật số        | 17 tháng 3 năm 2014      | Monkey Puzzle RCA Records | [ 106 ] |
| Tây Ban Nha    | Tải kĩ thuật số        | 17 tháng 3 năm 2014      | Monkey Puzzle RCA Records | [ 107 ] |
| Thuỵ Điển      | Tải kĩ thuật số        | 17 tháng 3 năm 2014      | Monkey Puzzle RCA Records | [ 108 ] |
| Hoa Kỳ         | Tải kĩ thuật số        | 17 tháng 3 năm 2014      | Monkey Puzzle RCA Records | [ 5 ]   |
| Vương quốc Anh | Tải kĩ thuật số        | ngày 29 tháng 6 năm 2014 | Monkey Puzzle RCA Records | [ 109 ] |
| Hoa Kỳ         | Contemporary hit radio | ngày 30 tháng 6 năm 2014 | RCA Records               | [ 110 ] |
| Bỉ             | EP phối lại            | 22 tháng 7 năm 2014      | Monkey Puzzle RCA Records | [ 111 ] |
| Brazil         | EP phối lại            | 22 tháng 7 năm 2014      | Monkey Puzzle RCA Records | [ 112 ] |
| Canada         | EP phối lại            | 22 tháng 7 năm 2014      | Monkey Puzzle RCA Records | [ 113 ] |
| Đức            | EP phối lại            | 22 tháng 7 năm 2014      | Monkey Puzzle RCA Records | [ 6 ]   |
| Na Uy          | EP phối lại            | 22 tháng 7 năm 2014      | Monkey Puzzle RCA Records | [ 114 ] |
| Thuỵ Sĩ        | EP phối lại            | 22 tháng 7 năm 2014      | Monkey Puzzle RCA Records | [ 115 ] |
| Hoa Kỳ         | EP phối lại            | 22 tháng 7 năm 2014      | Monkey Puzzle RCA Records | [ 116 ] |
| Úc             | EP phối lại            | 25 tháng 7 năm 2014      | Monkey Puzzle RCA Records | [ 117 ] |
| New Zealand    | EP phối lại            | 25 tháng 7 năm 2014      | Monkey Puzzle RCA Records | [ 118 ] |
| Italy          | Contemporary hit radio | 25 tháng 7 năm 2014      | Monkey Puzzle             | [ 119 ] |
| Đức            | Đĩa CD                 | 19 tháng 9 năm 2014      | RCA Records               | [ 120 ] |
| Vương quốc Anh | Đĩa CD                 | 22 tháng 9 năm 2014      | RCA Records               | [ 121 ] |
| Canada         | Đĩa CD                 | 30 tháng 9 năm 2014      | RCA Records               | [ 122 ] |
| Pháp           | Đĩa CD                 | 30 tháng 9 năm 2014      | RCA Records               | [ 123 ] |